# Uza (Landes)
Uza (auch: Uza-les-Forges, okzitanisch: Husar) ist eine französische Gemeinde mit 188 Einwohnern (Stand: 1. Januar 2022) im Département Landes in der Region Nouvelle-Aquitaine. Sie gehört zum Arrondissement Dax und zum Kanton Côte d’Argent. Die Einwohner werden Uzaquois genannt.

## Geographie
Die Gemeinde Uza liegt etwa 38 Kilometer nördlich von Dax am Courant de Contis in der Pays de Born. Umgeben wird Uza von den Nachbargemeinden Mézos im Norden und Nordosten, Lévignac im Osten und Südosten, Lit-et-Mixe im Süden und Westen sowie Saint-Julien-en-Born im Westen.

## Bevölkerungsentwicklung
| Jahr                       | 1962 | 1968 | 1975 | 1982 | 1990 | 1999 | 2006 | 2013 | 2021 |
| -------------------------- | ---- | ---- | ---- | ---- | ---- | ---- | ---- | ---- | ---- |
| Einwohner                  | 354  | 313  | 307  | 234  | 184  | 160  | 160  | 159  | 196  |
| Quellen: Cassini und INSEE |      |      |      |      |      |      |      |      |      |

## Sehenswürdigkeiten
- Kirche Saint-Louis aus dem 16. Jahrhundert, Monument historique
- Schloss Uza
- Alte Schmiede von Uza

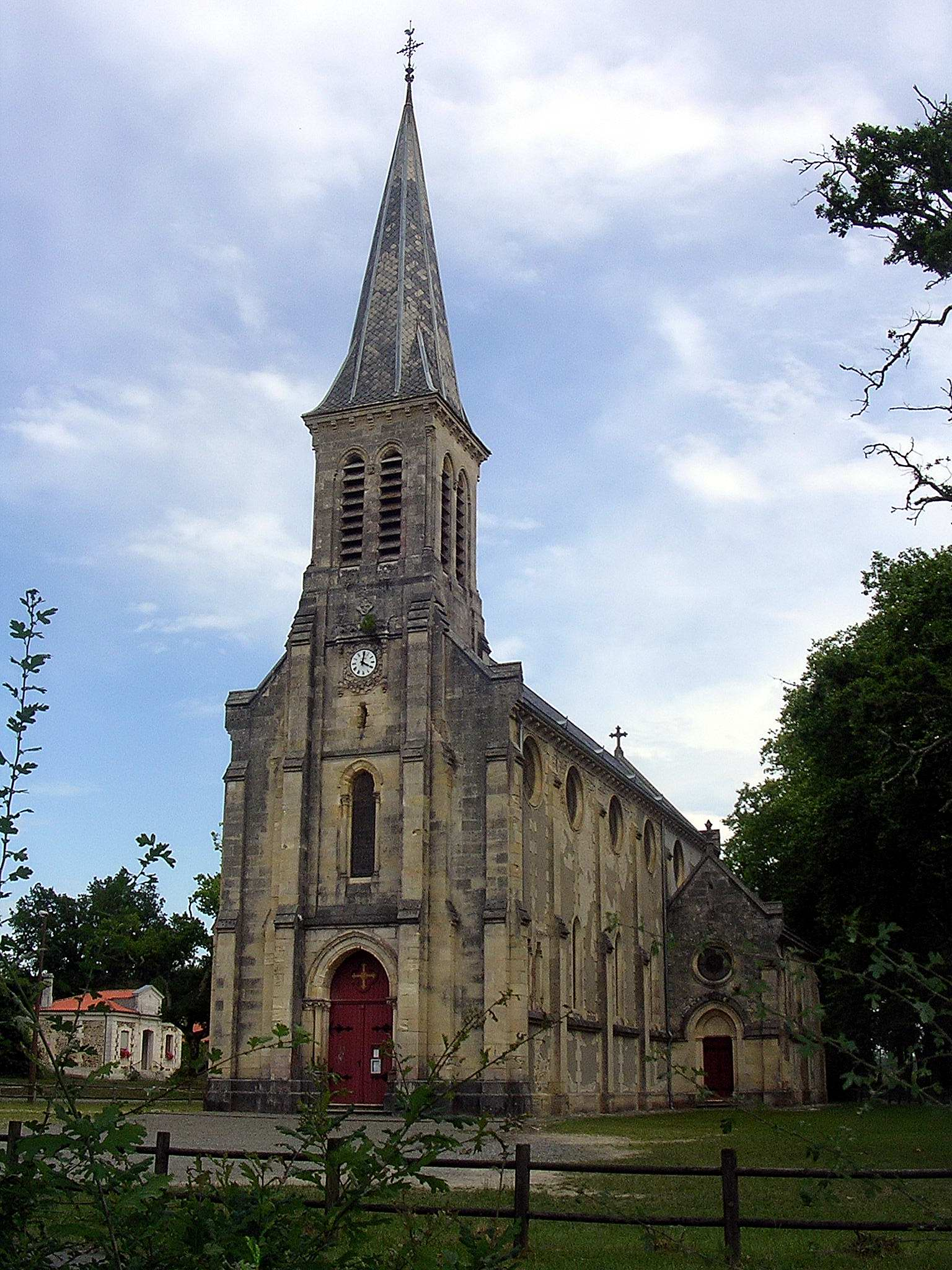
Kirche Saint-Louis
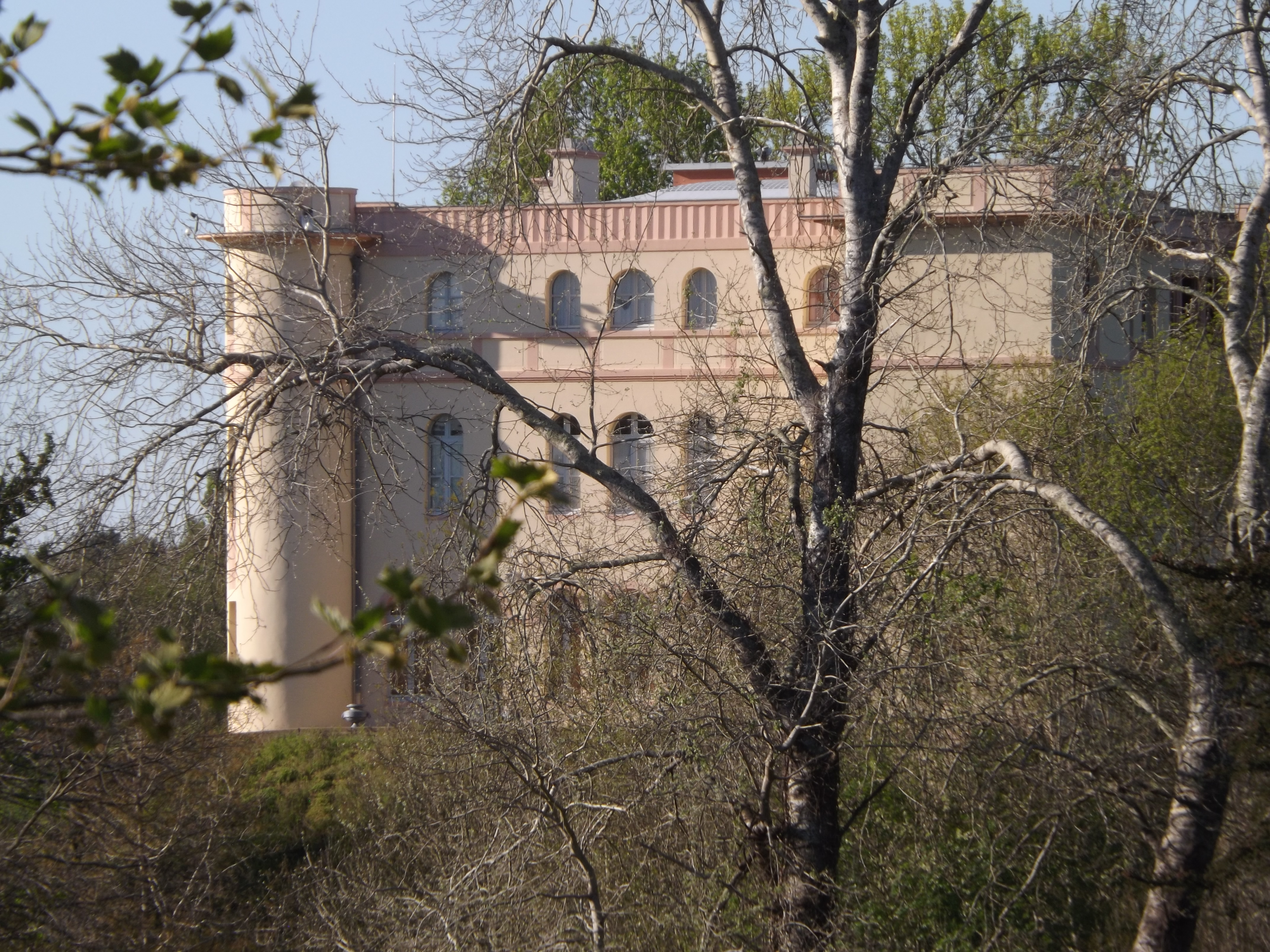
Schloss Uza
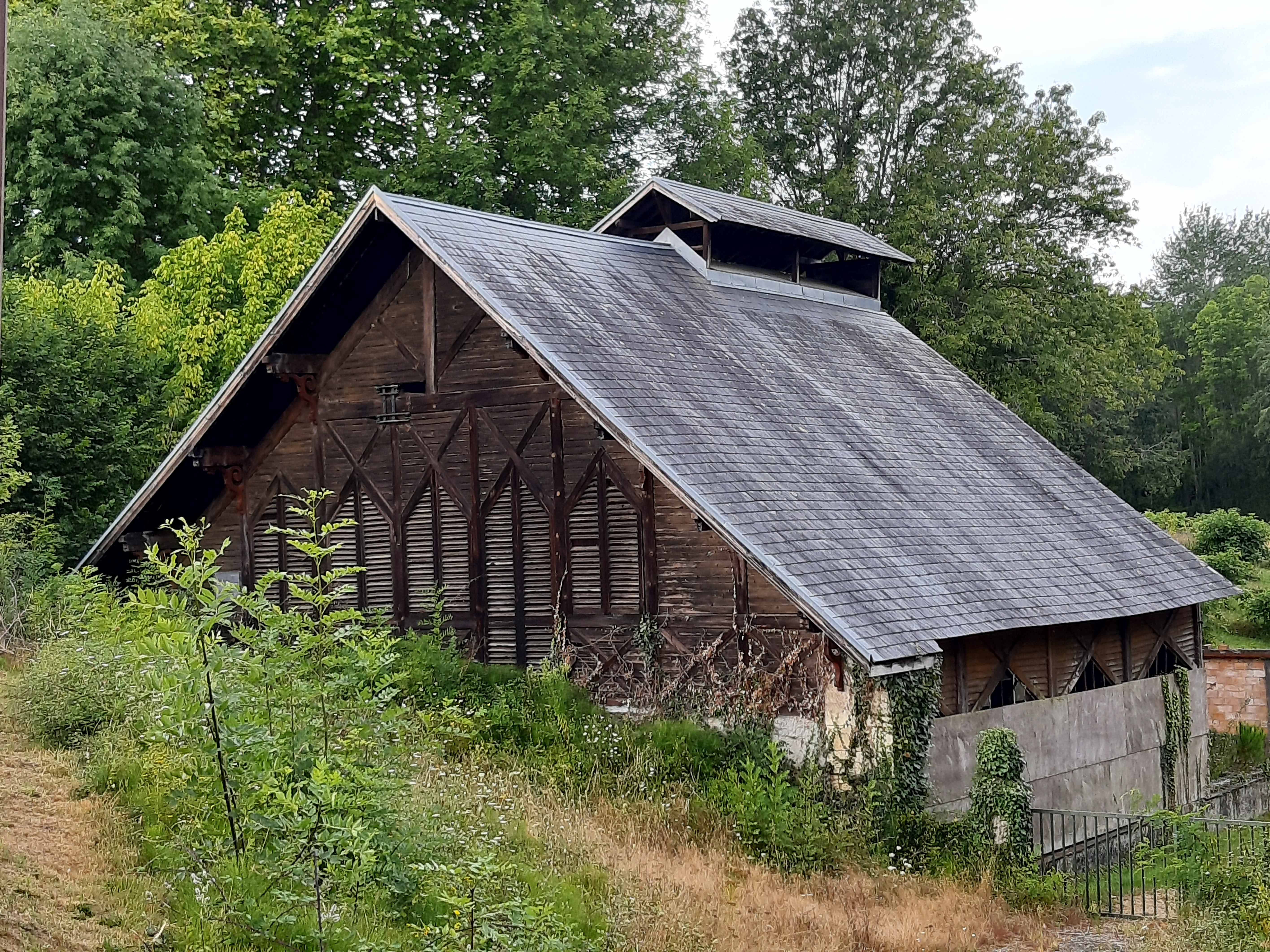
Reste der Schmiede von Uza